# Ибрагимова, Зухра Аметовна
Ибрагимова Зухра Аметовна (узб. Ibragimova Zuxra Ametovna; род. 20 ноября 1965 года; Турткульский район, Республика Каракалпакстан, УзССР, СССР) — узбекский политический деятель, врач-педиатр. Заместитель председателя Комитета по вопросам экологии и охраны окружающей среды. Член Социал-демократической партии Узбекистана «Адолат». Заместитель председателя Совета Министров Республики Каракалпакстан. Председатель комитета женщин (с 2010).

## Биография
Ибрагимова Зухра Аметовна родилась 20 ноября 1965 года в Республике Каракалпакстан. В 1991 окончила Ташкентский педиатрический медицинский Институт, получив высшее образование по специальности врач-педиатр. В том же году начала работать врачом Центральной больницы Берунийского района. С 1992 по 2002 год работала врачом-педиатром сельских врачебных пунктов «Кирккиз» и «Гулдурсин» Элликкалинского района. В 2002—2003 годах была заведующей сельским врачебным пунктом «Кумбаскан» Элликкалинского района. Позже, с 2003 по 2004 год работала заместителем главного врача Центральной больницы Элликкалинского района по охране материнства детства.
В 2004 году была поставлена на должность заместителя хокима Элликкалинского района и председателя Комитета женщин, где проработала до 2010 года.